# Ferrari F136

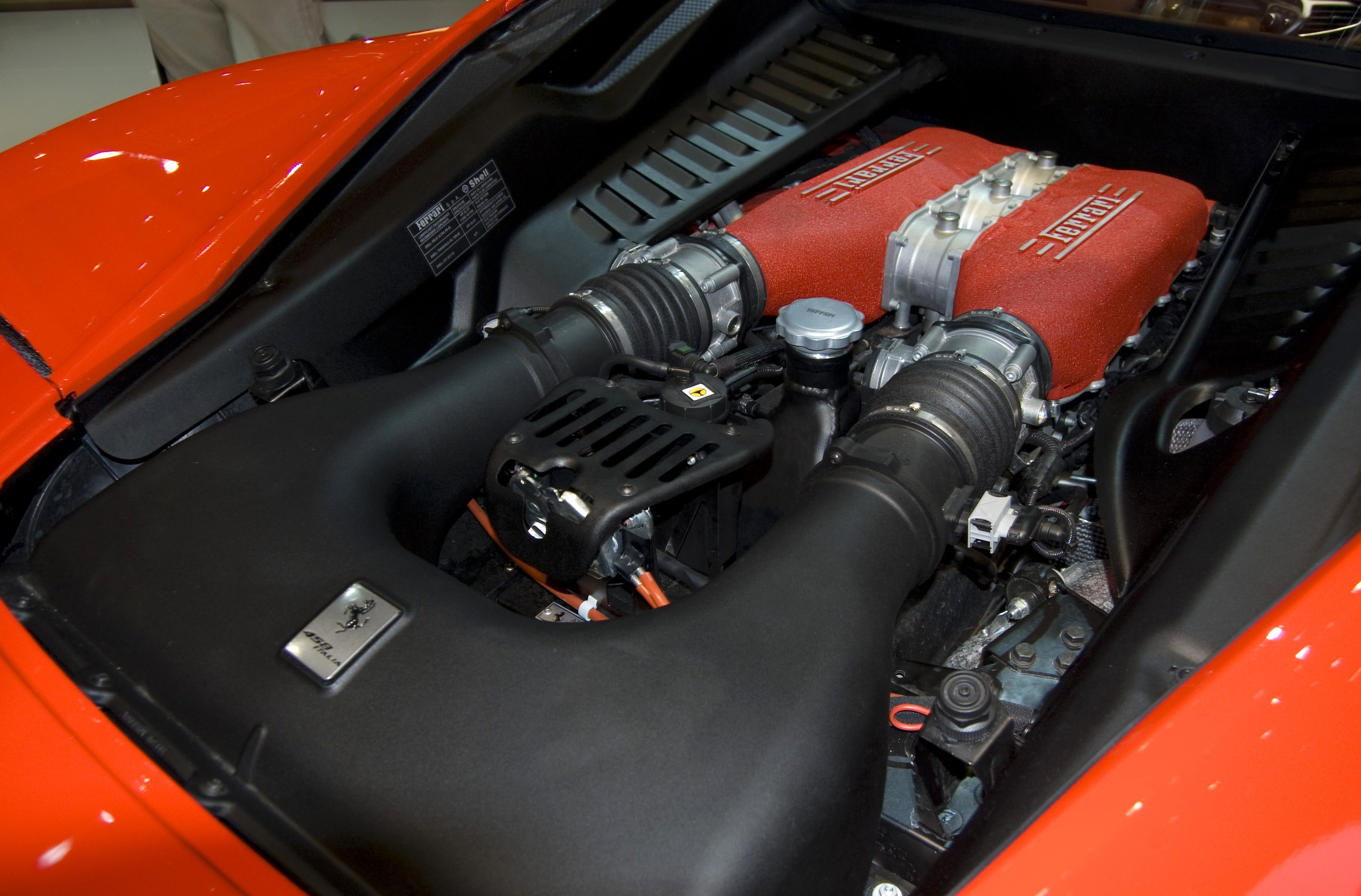
Un motore F136 montato sulla Ferrari 458

Il Ferrari F136, comunemente noto come motore Ferrari-Maserati, è un motore a benzina V8 di 90°, sviluppato congiuntamente da Ferrari e Maserati in numerose varianti e prodotto dal 2002 al 2020 da Ferrari. Questi motori hanno una cilindrata che va da 4,2 litri a 4,7 litri, e erogano da 390 CV a 605 CV di potenza massima. Tutti i motori sono aspirati e adottano i sistemi di distribuzione con doppio albero a camme in testa, fasatura variabile e 4 valvole per cilindro. Questi motori sono stati prodotti in diverse configurazioni per diverse vetture Ferrari e Maserati, e per un singolo modello Alfa Romeo. Tutti e 3 i marchi appartengono al gruppo Fiat Chrysler Automobiles, grazie al quale è stata organizzata la condivisione di questi motori. Il motore AR 690T è stato, in parte, derivato da quest'ultimo.
A partire dalla Maserati Quattroporte GTS del 2013 e proseguendo con la Ferrari California T del 2014, il motore F136 ha iniziato a essere sostituito dal nuovo V8 biturbo chiamato Ferrari F154.

## Applicazioni
Le versioni adottate da Maserati e Alfa Romeo hanno albero a gomiti a croce, mentre quelle su vetture Ferrari hanno un albero piatto.

### Maserati

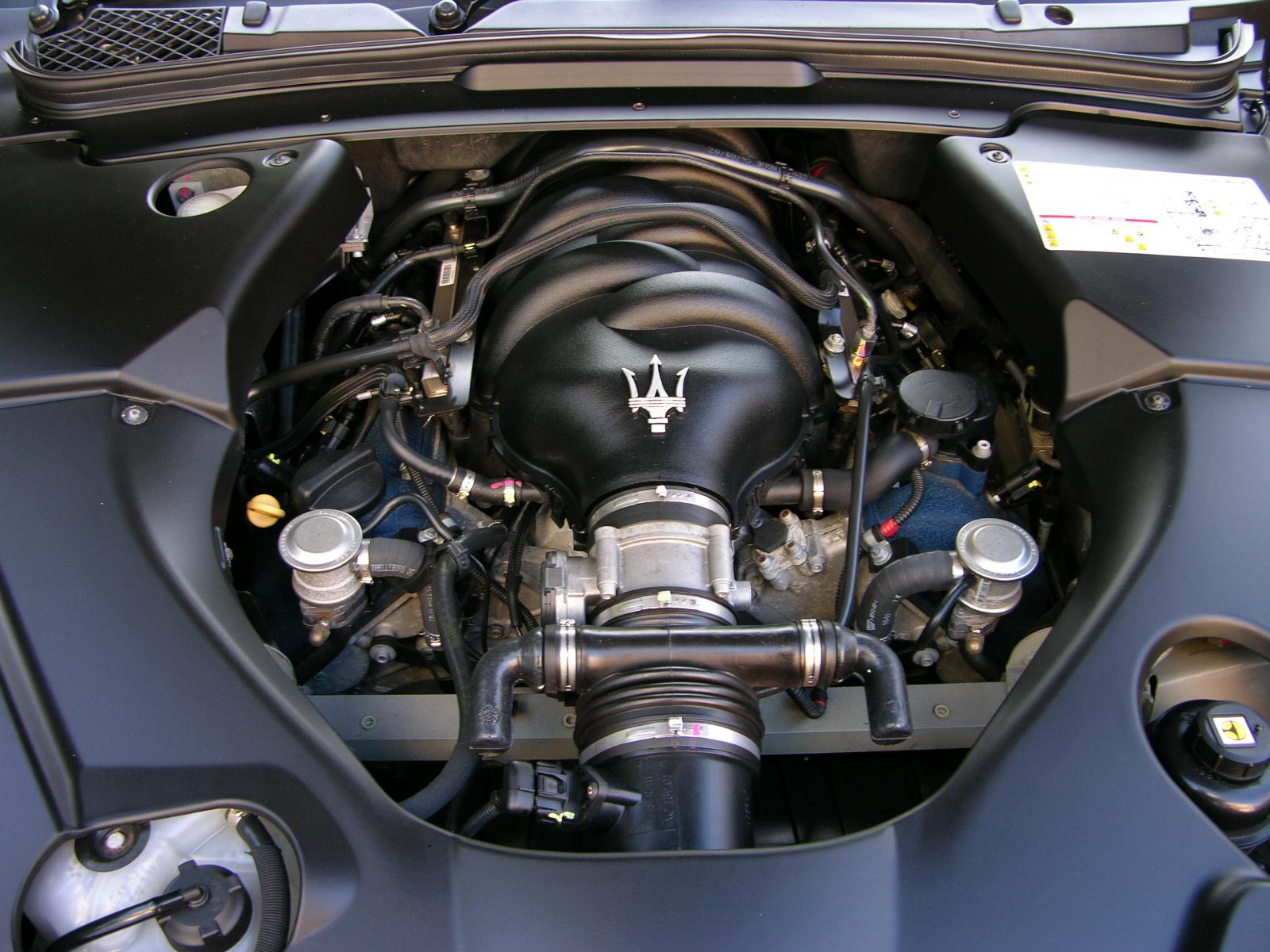
Motore F136 montato su una Maserati GranTurismo del 2007

| Codice motore | Cilindrata | Variante                | Anni di produzione | Vetture | Potenza         | Note                            |
| ------------- | ---------- | ----------------------- | ------------------ | --- | --------------- | ------------------------------- |
| F136 R        | 4244 cm³   |                         | 2002–2007          | Maserati Coupé Maserati Spyder | 390 CV (287 kW) | carter secco                    |
| F136 R        | 4244 cm³   | F136 RB                 | 2004–2007          | Maserati GranSport | 400 CV (294 kW) | carter secco                    |
| F136 S        | 4244 cm³   |                         | 2004–2008          | Maserati Quattroporte DuoSelect | 400 CV (294 kW) | carter secco                    |
| F136 U        | 4244 cm³   | F136 UC                 | 2007–2009          | Maserati Quattroporte Automatica | 400 CV (294 kW) | carter umido                    |
| F136 U        | 4244 cm³   | F136 UD                 | 2007–2009          | Maserati GranTurismo | 405 CV (298 kW) | carter umido                    |
| F136 U        | 4244 cm³   | F136 UE                 | 2010-2012          | Maserati Quattroporte Automatica | 400 CV (294 kW) | carter umido                    |
| F136 U        | 4244 cm³   | F136 UF                 | 2010-2017          | Maserati GranTurismo | 405 CV (298 kW) | carter umido                    |
| F136 Y        | 4691 cm³   | F136 YE                 | 2008–2011          | Maserati GranTurismo S MC-shift | 440 CV (324 kW) | carter umido, valvole lamellari |
| F136 Y        | 4691 cm³   | F136 YG                 | 2008–2012          | Maserati Quattroporte S | 430 CV (316 kW) | carter umido, valvole lamellari |
| F136 Y        | 4691 cm³   | F136 YH F136 YI         | 2009–2011          | Maserati GranTurismo S Automatic Maserati Quattroporte GT S Maserati GranCabrio | 440 CV (324 kW) | carter umido, valvole lamellari |
| F136 Y        | 4691 cm³   | F136 YK F136 YP F136 YT | 2011-2017          | Maserati GranTurismo S (2011-2012) Maserati GranTurismo MC Stradale (2011-2013) Maserati GranCabrio Sport (2011-2012) Maserati Quattroporte Sport GT S (2011-2012) Maserati GranCabrio (dal 2013) | 450 CV (331 kW) | carter umido, valvole lamellari |
| F136 Y        | 4691 cm³   | F136 YL                 | 2011               | Maserati Quattroporte S | 430 CV (316 kW) | carter umido, valvole lamellari |
| F136 Y        | 4691 cm³   | F136 YM F136 YN F136 YR | 2011-2012          | Maserati Quattroporte S Maserati Quattroporte Sport GT S Maserati GranTurismo S Maserati GranCabrio                                                                                               | 440 CV (324 kW) | carter umido, valvole lamellari |
| F136 Y        | 4691 cm³   | F136 YM F136 YN F136 YR | 2012-2020          | Maserati GranTurismo Sport Maserati GranTurismo MC Maserati GranCabrio Sport Maserati GranCabrio MC                                                                                               | 460 CV (338 kW) | carter umido, valvole lamellari |

### Ferrari

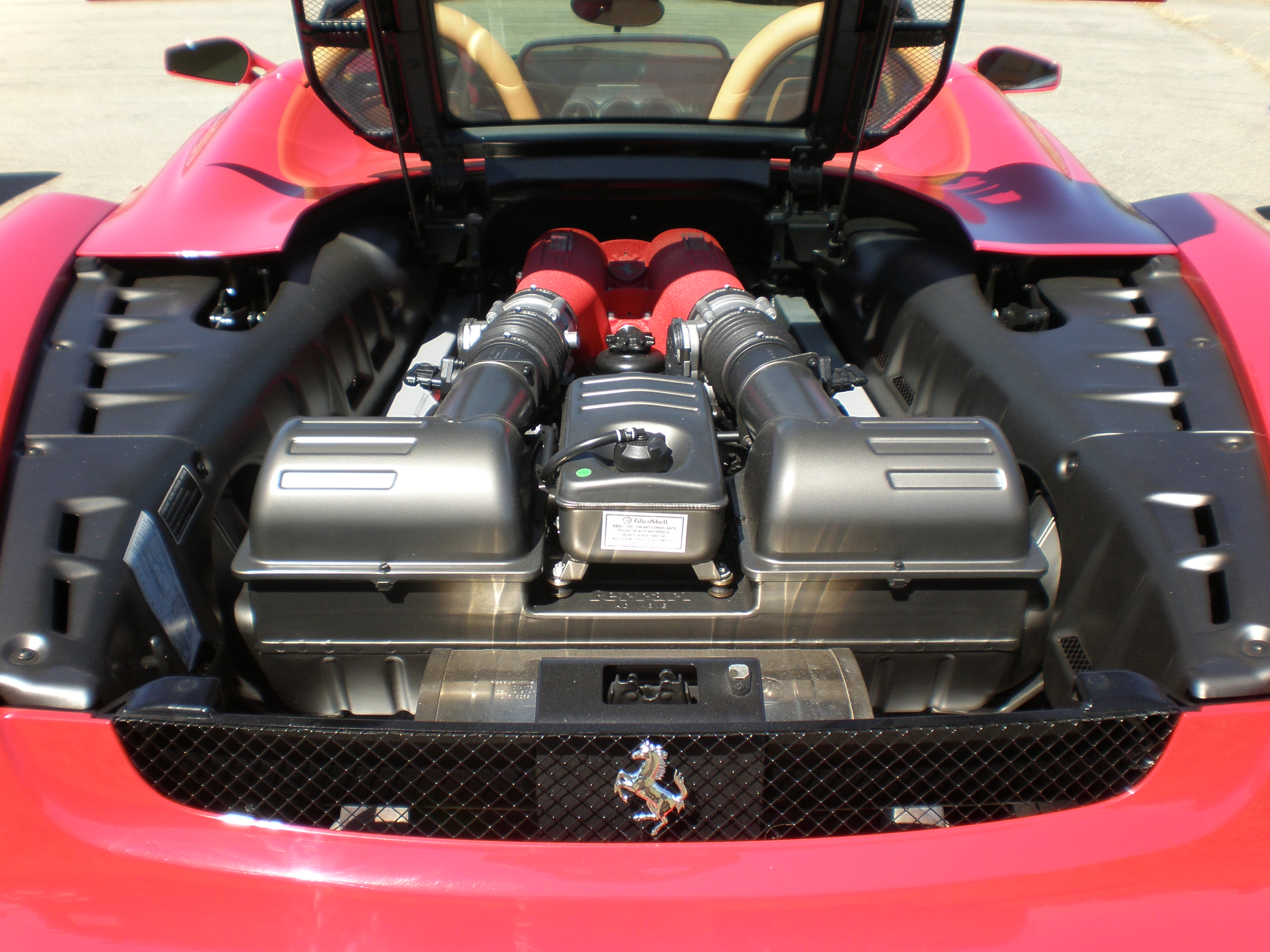
Motore F136 di una Ferrari F430 Spider

#### Motori stradali
| Codice Motore | Cilindrata | Variante | Anni di produzione | Vetture                                          | Potenza         | Note                            |
| ------------- | ---------- | -------- | ------------------ | ------------------------------------------------ | --------------- | ------------------------------- |
| F136 E        | 4308 cm³   |          | 2004–2009          | Ferrari F430 Ferrari F430 Spider                 | 490 CV (360 kW) | carter secco                    |
| F136 E        | 4308 cm³   | F136 ED  | 2007–2009          | Ferrari 430 Scuderia Ferrari Scuderia Spider 16M | 510 CV (375 kW) | carter secco                    |
| F136 I        | 4297 cm³   | F136 IB  | 2009–2012          | Ferrari California                               | 460 CV (338 kW) | iniezione diretta, carter umido |
| F136 I        | 4297 cm³   | F136 IH  | 2012–2014          | Ferrari California 30                            | 490 CV (360 kW) | iniezione diretta, carter umido |
| F136 F        | 4499 cm³   | F136 FB  | 2009–2015          | Ferrari 458 Italia Ferrari 458 Spider            | 570 CV (419 kW) | iniezione diretta, carter secco |
| F136 F        | 4499 cm³   | F136 FL  | 2013–2016          | Ferrari 458 Speciale Ferrari 458 Speciale A      | 605 CV (445 kW) | iniezione diretta, carter secco |

#### Motori da competizione

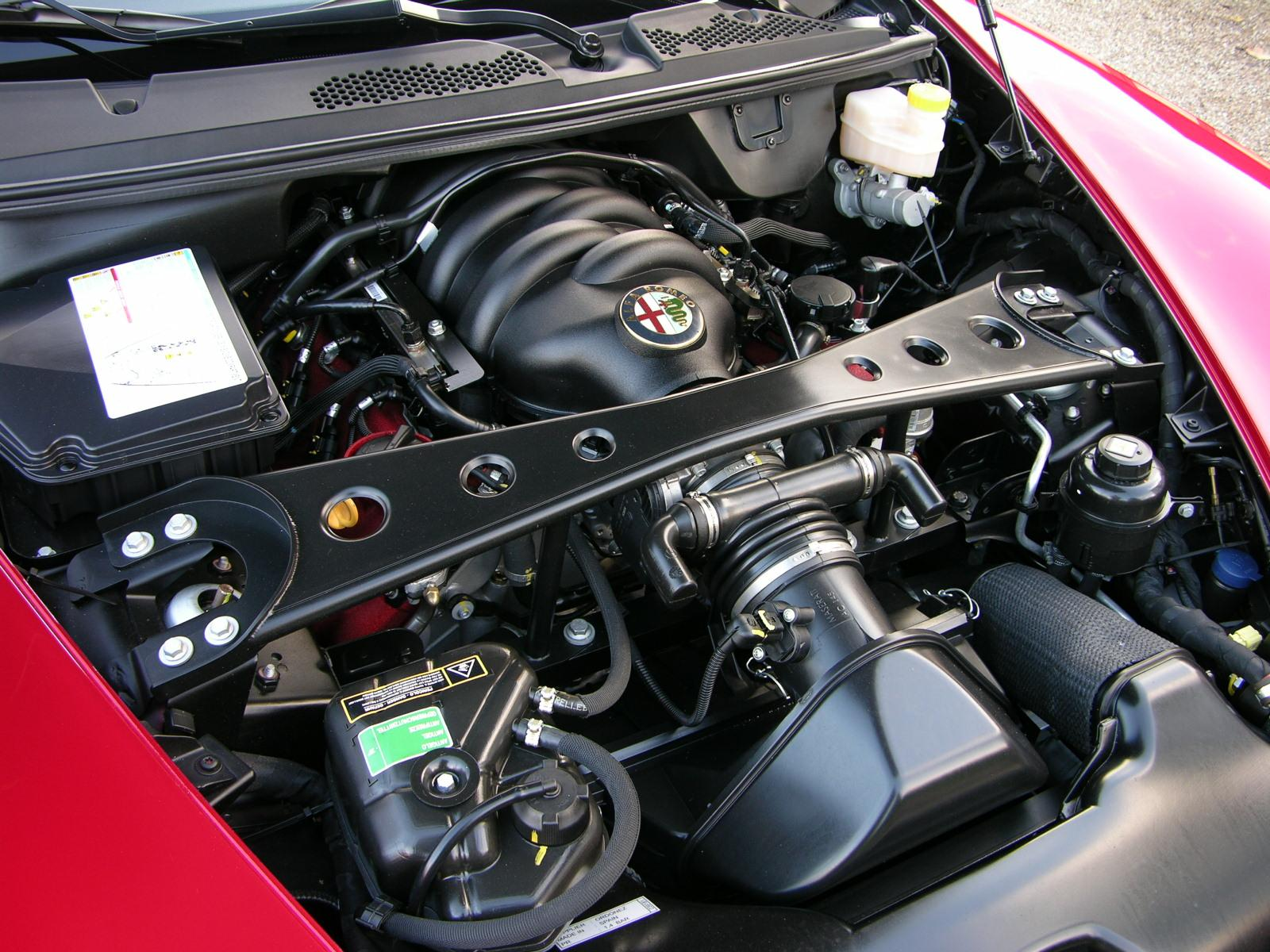
Motore F136 montato su una Alfa Romeo 8C

| Codice Motore | Cilindrata | Anni di produzione | Vetture                | Potenza         | Note                  |
| ------------- | ---------- | ------------------ | ---------------------- | --------------- | --------------------- |
| F136 EA       | 4308 cm³   | 2007–2010          | Ferrari F430 Challenge | 490 CV (360 kW) |                       |
| F136 GT       | 3997 cm³   | 2006–2010          | Ferrari F430 GTC       | 445 CV (327 kW) | con restrictor plates |
|               | 4497 cm³   | 2011–2016          | Ferrari 458 Italia GT2 | 465 CV (342 kW) | con restrictor plates |
|               | 4497 cm³   | 2011–2016          | Ferrari 458 Italia GT3 | 550 CV (405 kW) | con restrictor plates |

### Alfa Romeo
| Codice Motore | Cilindrata | Anni di produzione | Vetture                                         | Potenza         |
| ------------- | ---------- | ------------------ | ----------------------------------------------- | --------------- |
| F136 YC       | 4691 cm³   | 2007–2011          | Alfa Romeo 8C Competizione Alfa Romeo 8C Spider | 450 CV (331 kW) |

### Altri utilizzi

#### Gillet
| Cilindrata | Anni di produzione | Vetture                 | Potenza         | Note                    |
| ---------- | ------------------ | ----------------------- | --------------- | ----------------------- |
| 4244 cm³   | 2008               | Gillet Vertigo.5 G2     |                 | vettura da competizione |
| 4244 cm³   | 2010               | Gillet Vertigo.5 Spirit | 420 CV (309 kW) | vettura stradale        |

#### A1GP
| Cilindrata | Anni di produzione | Vetture                   | Potenza         | Note              |
| ---------- | ------------------ | ------------------------- | --------------- | ----------------- |
| 4500 cm³   | 2008–2009          | A1GP "Powered by Ferrari" | 600 CV (441 kW) | iniezione diretta |